# النشرة الداخلية للدواء

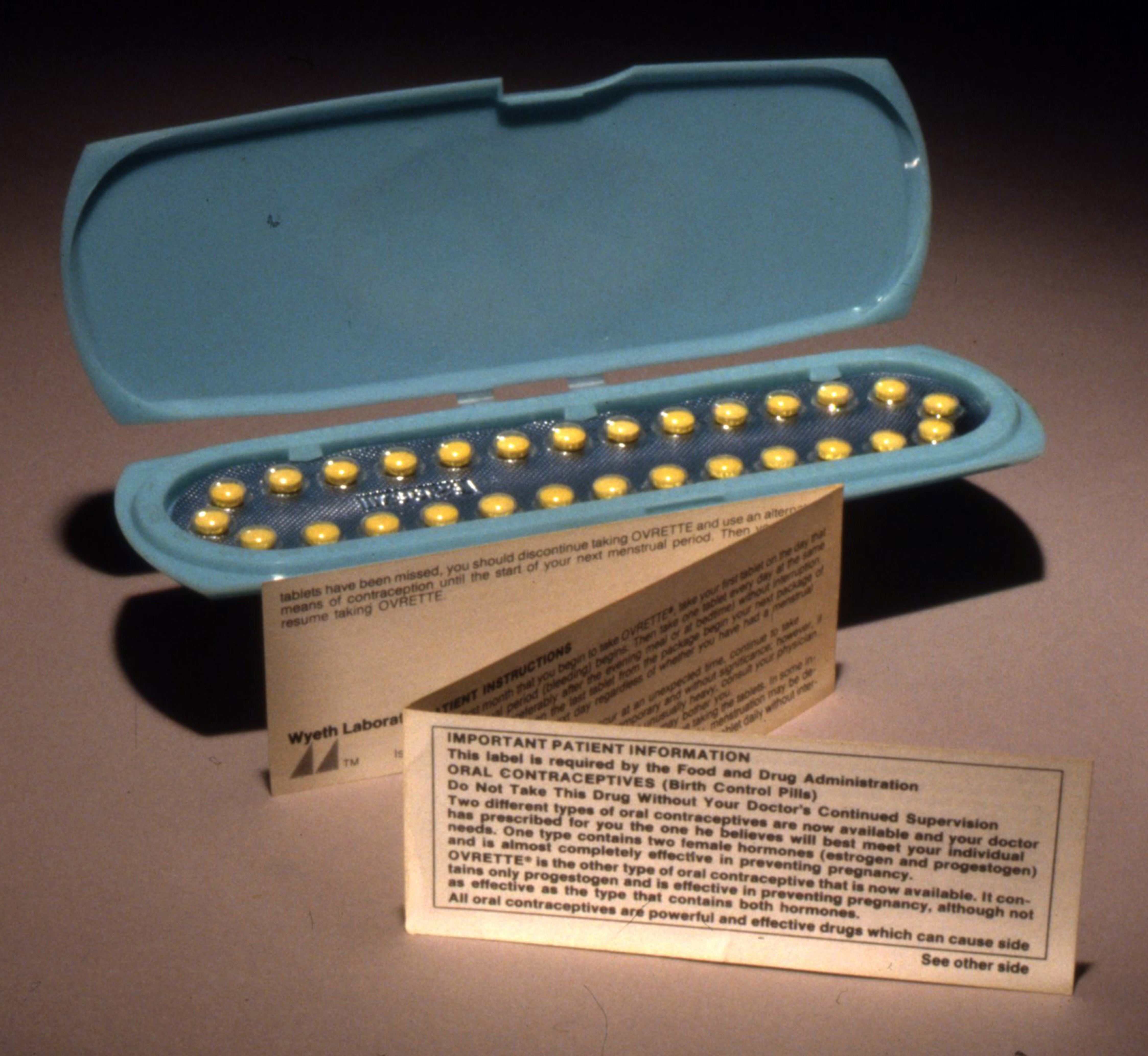
نشرة داخلية من عام 1970 لحبوب منع الحمل من نوع نورجيستريل

النشرة الداخلية أو ملحق العبوة هي وثيقةٌ مدرجةٌ في عبوة الدواء توفر معلومات حول هذا الدواء واستخدامه. بالنسبة للأدوية الموصوفة، يكون الملحق تقنيًا، ويوفر معلومات للمهنيين الطبيين عن كيفية وصف الدواء. غالبًا ما تتضمن نشرات العبوات الخاصة بالأدوية التي تستلزم وصفة طبية مستندًا منفصلاً يسمى «إدخال حزمة المريض» مع معلومات مكتوبة بلغة واضحة مخصصة للمستخدم النهائي - الشخص الذي سيتناول الدواء أو يعطي الدواء لشخص آخر، مثل القاصر. تُكتب أيضًا نشرات الأدوية التي لا تستلزم وصفة طبية بوضوح.
في الولايات المتحدة، يُطلق على الملصقات الخاصة بممارس الرعاية الصحية اسم «معلومات وصف الأدوية» (PI)، ويتضمن وضع العلامات للمرضى و/أو مقدمي الرعاية «أدلة الأدوية»، و «إدخالات حزمة المريض»، و «تعليمات الاستخدام». في أوروبا، يُطلق على المستند التقني اسم «ملخص خصائص المنتج» (SmPC)، ويطلق على المستند الخاص بالمستخدمين النهائيين «نشرة معلومات المريض» (PIL) أو «نشرة الحزمة».
أحيانًا تُسمى المستندات المماثلة المرفقة بالجزء الخارجي من الحزمة بالخارجيات.

## الوكالات المسؤولة

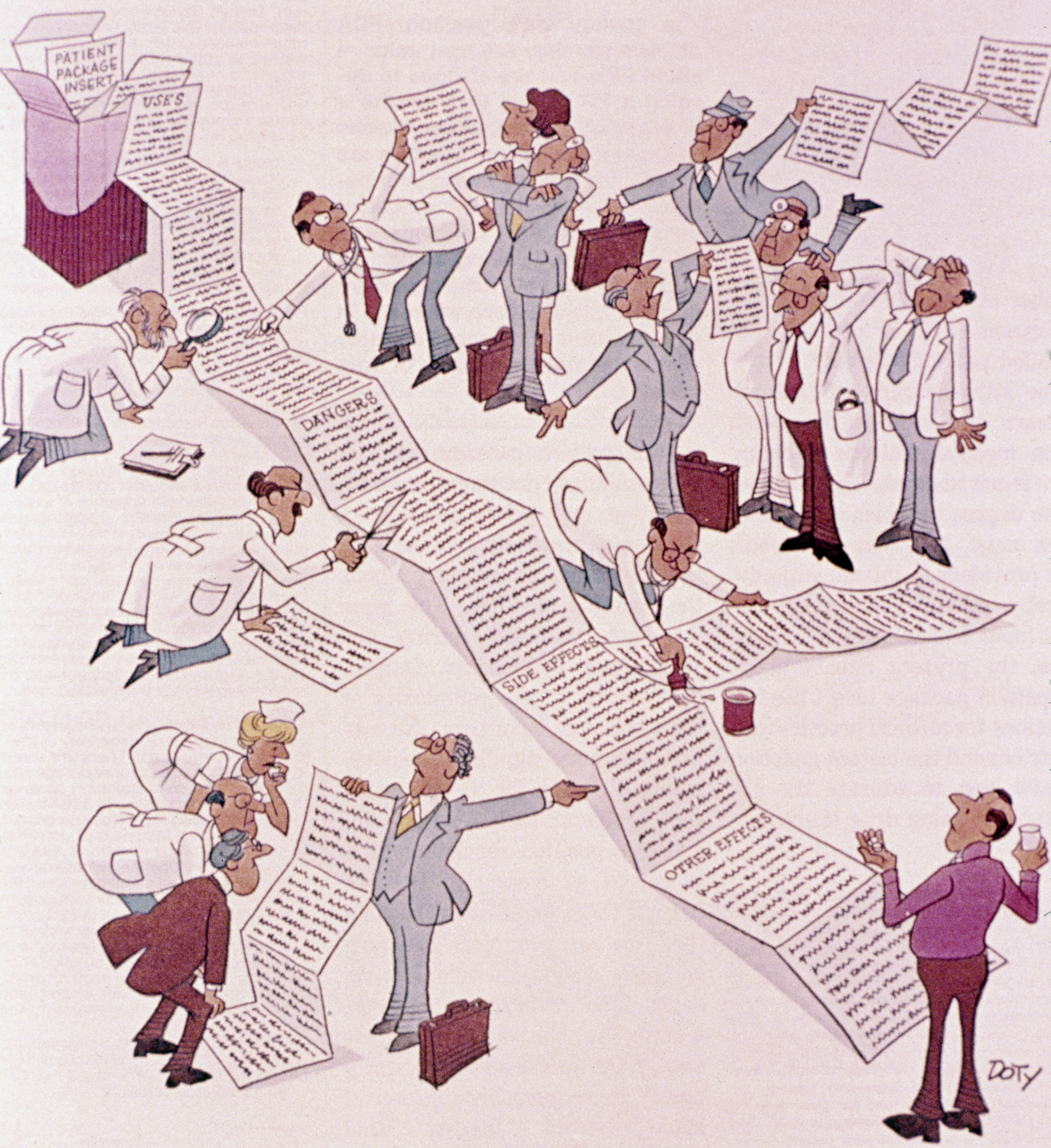
رسم كاريكاتوري يُصور النشرة الداخلية للدواء على أنها طويلة للغاية ومُعقدة

لكل دولة أو منطقة هيئة تنظيمية خاصة بها.
في الاتحاد الأوروبي، تتمتع وكالة الأدوية الأوروبية بالسلطة القضائية وتسمى المستندات ذات الصلة «ملخص خصائص المنتج» (SPC أو SmPC) وتسمى الوثيقة للمستخدمين النهائيين «نشرة معلومات المريض» أو «نشرة الحزمة». لا يهدف SPC إلى تقديم نصيحة عامة لعلاج حالةٍ ما، ولكنه يوضح كيفية استخدام المنتج في علاج معين. إنه يشكل أساس المعلومات للمهنيين الصحيين لمعرفة كيفية استخدام المنتج المحدد بأمان وفعالية. تستهدف نشرة الحزمة المرفقة بالمنتج المستخدمين النهائيين.
في الولايات المتحدة، تُحدد إدارة الغذاء والدواء (FDA) متطلبات إدخالات حزمة المريض. ستصدر ال (FDA) أحيانًا مراجعات لإدخالات الحزم المعتمدة مسبقًا، بالطريقة نفسها التي تصدر بها الشركة المصنعة للسيارات استدعاءات عند اكتشاف مشكلة في سيارة معينة. يمكن العثور على قائمة تغييرات وسم الأدوية لعام 1997 على موقع الويب الخاص بإدارة الغذاء والدواء، هنا. كان أول إدخال لحزمة المريض المطلوبة من ال FDA في عام 1968، والذي ينص على أن دواء استنشاق الأيزوبروتيرينول يجب أن يحتوي على تحذير قصير بأن الاستخدام المفرط يمكن أن يسبب صعوبات في التنفس. كان إدخال حزمة المريض الثاني الذي طلبته ال FDA في عام 1970، والذي ينص على أن حبوب منع الحمل المركبة يجب أن تحتوي على معلومات عن مخاطر وفوائد محددة للمريض. أُعيد النظر في قضية إدخال حزمة المريض في عام 1980 وفي عام 1995 بدون اتخاذ إجراء حاسم. أخيرًا، في يناير 2006، أصدرت ال FDA مراجعة رئيسية لإرشادات إدخال حزمة المريض، وهي الأولى منذ 25 عامًا. تتضمن المتطلبات الجديدة قسمًا يسمى «أبرز الأحداث» يلخص أهم المعلومات عن الفوائد والمخاطر؛ وجدول محتويات لسهولة الرجوع إليه؛ وتاريخ الموافقة المبدئية على المنتج؛ ورقم مجاني وعنوان إنترنت لتشجيع الإبلاغ على نطاق واسع عن المعلومات المتعلقة بالأحداث الضائرة المشتبه بها.
تشمل المنظمات الوطنية أو الدولية الأخرى التي تنظم المعلومات الطبية وزارة الصحة والعمل والرفاهية اليابانية (MHLW). تعتمد الوكالات الأخرى الخاصة ببلدان محددة، خصوصًا في حالة دول الاتحاد الأوروبي والمرشحين، بالإضافة إلى بلدان أمريكا الجنوبية والعديد في آسيا والشرق الأقصى، اعتمادًا كبيرًا على عمل هؤلاء المنظمين الأساسيين الثلاثة.

## أقسام معلومات وصف الدواء
تتبع معلومات وصف الدواء أحد التنسيقين: تنسيق «قاعدة وصف الطبيب» أو التنسيق «القديم» (non-PLR). بالنسبة للتنسيق «القديم» الذي يحمل علامة «عنوان المنتج»، قد يُسرد أولاً وقد يتضمن اسم الملكية (إن وجد)، واسم غير مسجل الملكية، ونموذج (نماذج) الجرعات، ومعلومات أخرى حول المنتج. أما الأقسام الأخرى فهي كالتالي:
- الوصف - يشمل اسم الملكية (إن وجد)، واسم غير مسجل الملكية، ونموذج (نماذج) الجرعات، ومعلومات المكونات النوعية و/أو الكمية، والفئة الدوائية أو العلاجية للدواء، والاسم الكيميائي والصيغة البنائية للدواء، وإذا كان ذلك مناسبًا، ومعلومات كيميائية أو فيزيائية مهمة أخرى، مثل الثوابت الفيزيائية أو الأس الهيدروجيني.
- علم الأدوية السريري - يُخبرنا كيف يعمل الدواء في الجسم، وكيف يُمتص ويُتخلص منه، وما هي آثاره التي من المحتمل أن تكون بتراكيز مختلفة. قد يحتوي أيضًا على نتائج تجارب سريرية مختلفة (دراسات) و/أو تفسيرات لتأثير الدواء على مجموعات سكانية مختلفة (مثل الأطفال والنساء، وغير ذلك).
- الاستطبابات والاستخدام - استخدامات (استطبابات) الدواء التي وافقت عليها إدارة الغذاء والدواء (مثلًا، الصداع النصفي، والنوبات، وارتفاع ضغط الدم). يمكن للأطباء قانونًا، وأحيانًا كثيرةً، وصف الأدوية للأغراض غير المدرجة في هذا القسم (ما يسمى «استخدام من دون تصريح»).
- موانع الاستعمال - يسرد المواقف التي لا ينبغي فيها استخدام الدواء، مثلًا، في المرضى الذين يعانون من حالات طبية أخرى مثل مشاكل الكلى أو الحساسية.
- التحذيرات - تغطي الآثار الجانبية الخطيرة المحتملة التي قد تحدث (مثلًا، تحذير محاصر).
- الاحتياطات - يشرح كيفية استخدام الدواء بأمان بما في ذلك الإعاقات الجسدية والتفاعلات الدوائية؛ مثلًا، «لا تشرب الكحول أثناء تناول هذا الدواء» أو «لا تتناول هذا الدواء إذا كنت تتناول حاليًا مثبطات أكسيداز أحادي الأمين».
- التفاعلات الدوائية الضائرة - يسرد جميع الآثار الجانبية التي لوحظت في جميع دراسات الدواء (على عكس الآثار الجانبية الخطيرة المدرجة بشكل منفصل في قسم «التحذيرات»).
- الاستخدام في فئات سكانية محددة (الحمل، والرضاعة (الرضاعة الطبيعية)، والإناث والذكور من ذوي القدرة على الإنجاب، وطب الأطفال، وطب المسنين).
- تعاطي المخدرات والإدمان عليها - يوفر معلومات بشأن ما إذا كان الاستخدام المطول للدواء يمكن أن يسبب الاعتماد الجسدي (مشمول فقط إذا كان ذلك ممكنًا).
- الجرعة الزائدة - تعطي نتائج الجرعة الزائدة وتوفر الإجراء الموصى به في مثل هذه الحالات.
- الجرعة وطريقة الاستعمال - تعطي الجرعة (الجرعات) الموصى بها؛ قد تسرد أكثر من جرعة واحدة لظروف مختلفة أو مرضى مختلفين (مثلًا، جرعات أقل للأطفال).